# S/2003 J 12
S/2003 J 12 ist einer der kleineren Monde des Planeten Jupiter.

## Entdeckung
S/2003 J 12 wurde am 8. Februar 2003 von den Astronomen Scott S. Sheppard, David C. Jewitt, Yanga R. Fernández und Eugene A. Magnier entdeckt. Der Mond hat noch keinen offiziellen Namen erhalten – bei den Jupitermonden sind dies in der Regel weibliche Gestalten aus der griechischen Mythologie –, sondern wird entsprechend der Systematik der Internationalen Astronomischen Union (IAU) vorläufig als S/2003 J 12 bezeichnet.

## Bahndaten
S/2003 J 12 umkreist Jupiter in einem mittleren Abstand von 17.833.000 Kilometern in 489,7 Tagen. Die Bahn weist eine Exzentrizität von 0,4920 auf. Mit einer Neigung von 151,140° gegen die Ekliptik ist die Bahn retrograd, das heißt, der Mond bewegt sich entgegengesetzt zu Jupiters Rotationsrichtung um den Planeten. 
S/2003 J 12 ist der innerste der äußeren irregulären Jupitermonde. Er gehört keiner der Gruppen von Monden an, die den Planeten auf ähnlichen Bahnen umkreisen.

## Physikalische Daten
S/2003 J 12  besitzt einen Durchmesser von etwa 1 km. Seine Dichte wird auf 2,6 g/cm³ geschätzt. Er ist vermutlich überwiegend aus silikatischem Gestein aufgebaut.
Er weist eine sehr dunkle Oberfläche mit einer Albedo von 0,04 auf, d. h., nur 4 % des eingestrahlten Sonnenlichts werden reflektiert. Seine scheinbare Helligkeit beträgt 23,9m.